# Les Vrais Amis de l’union et du progrès réunis
Les Vrais Amis de l’union et du progrès réunis (Истинные друзья единения и прогресса) — масонская ложа, которая является одной из старейших лож Великого востока Бельгии.

## История ложи
Эта ложа считается одной из старейших лож в Бельгии и находится под номером 4 в составе Великого востока Бельгии. Она также является одной из основательниц Великого востока Бельгии.
Она была образована в результате слияния в 1854 году ложи «Истинные друзья единения» (основанную в Брюсселе в 1782 году) и ложи «Друзья прогресса» (основанную в Брюсселе в 1838 году). Ложа «Истинные друзья единения» изначально была в составе Великого востока Франции, а затем Великого востока Нидерландов. «Истинные друзья единения», изначально были основаны членами ложи «Брюссельский союз».
С 1783 года представители ложи «Истинные друзья единения» также входили в капитул, который был частью дополнительных градусов Шотландского устава.
За шестнадцать лет, с 1780 по 1796 год Союз был единственной ложей которая активно работала в Нидерландах.
Ложа отметила двести двадцать пятую годовщину в 2007 году.

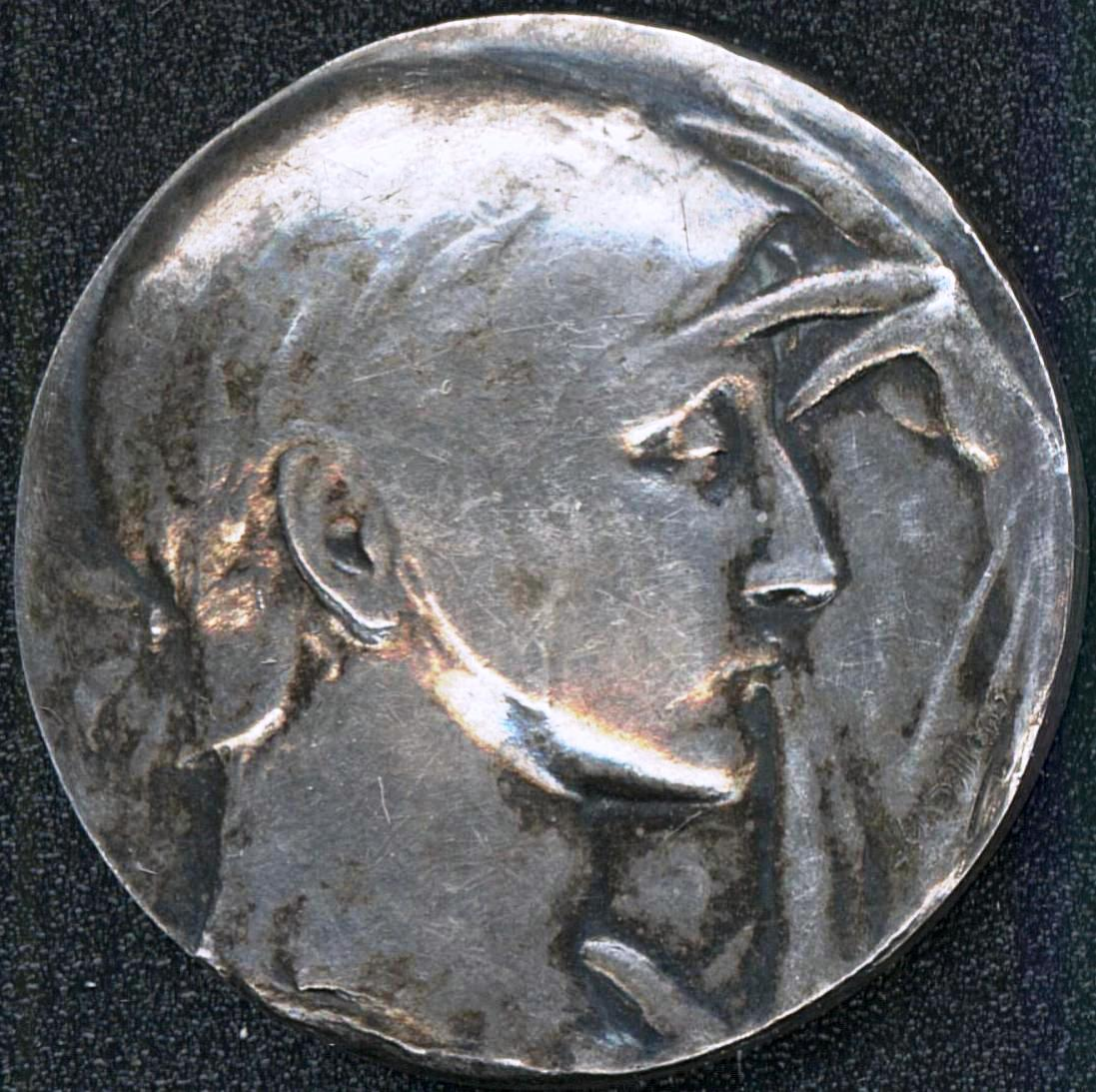
Памятная медаль ложи Жульен Диллен (1900 год)
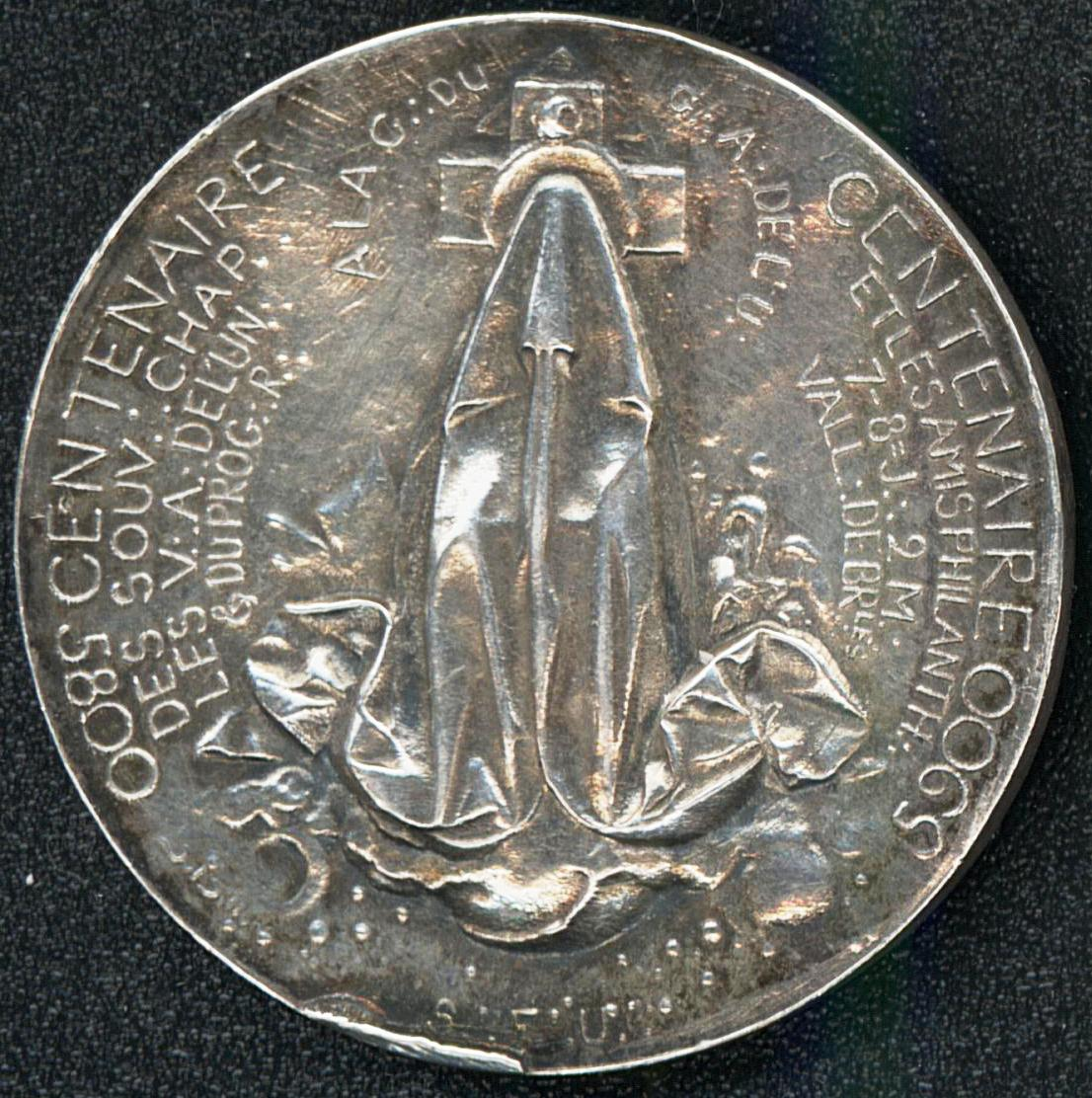
Памятная медаль ложи Жульен Диллен (1900 год)